# Yên Phúc, Ý Yên
Yên Phúc là một xã thuộc huyện Ý Yên, tỉnh Nam Định, Việt Nam.
Xã có diện tích 8,02 km², dân số năm 1999 là 7.788 người, mật độ dân số đạt 971 người/km².
Làng Nguyễn là một trong những nôi văn hóa của xã Yên Phúc. Ngôi làng cách trung tâm xã 500 mét. Làng có những tích cổ xưa: Đồng Dê, Cửa Chùa, Mả Chiền, Mả Mái, Đồng Bộ,.v.v..hay đặc biệt gần gũi với thời nay hơn đó là Lò Ngói.
Đình làng Cầu Chanh, xã Yên Phúc thờ Trần Doanh Nghị - vị tướng nhà Đinh có công giúp Vua đánh dẹp 12 sứ quân và trấn giữ khu vực này. Làng Đấu, nơi thờ Đông Hải đại vương tên gọi là Đoàn Thượng.